# ريتشل هيندلي
ريتشل هيندلي (بالإنجليزية: Rachel Hindley) هي لاعبة كرة الريشة نيوزيلندية، ولدت في 30 ديسمبر 1981.

## وصلات خارجية
- ريتشل هيندلي على موقع BWF.tournamentsoftware.com (الإنجليزية)
- ريتشل هيندلي على موقع BWFbadminton.com (الإنجليزية)
- ريتشل هيندلي على موقع اللجنة الأولمبية النيوزيلندية (الإنجليزية)
- ريتشل هيندلي على موقع اتحاد ألعاب الكومنولث (مؤرشف) (الإنجليزية)
- ريتشل هيندلي على موقع دورة ألعاب الكومنولث 2006 (مؤرشف) (الإنجليزية)